# Lijst van burgemeesters van Zalk en Veecaten
Dit is een lijst van burgemeesters van de voormalige Nederlandse gemeente Zalk en Veecaten in de provincie Overijssel totdat deze gemeente bij de gemeentelijke herindeling van 1 januari 1937 werd samengevoegd met de gemeenten Grafhorst, Kamperveen, Wilsum en IJsselmuiden onder de bestaande naam IJsselmuiden
| Periode     | Naam burgemeester                   | Partij of stroming | Bijzonderheden                                                                    |
| ----------- | ----------------------------------- | ------------------ | --------------------------------------------------------------------------------- |
| 1811 - 1837 | mr. W.H. Schlosser                  |                    | aanvankelijk maire                                                                |
| 1837 -1843  | Jan Pluijm (1802-1847)              |                    | werd burgemeester van Stad Hardenberg en Ambt Hardenberg                          |
| 1843 - 1852 | Wolter Jan Gerrit baron Bentinck    |                    | werd burgemeester van Nieuwleusen                                                 |
| 1852 - 1861 | Johan Derk van Hasselt              |                    | tevens burgemeester van Kamperveen, werd gedeputeerde van de provincie Overijssel |
| 1861 - 1875 | jhr. Paulus Zeger Junius van Hemert |                    | was burgemeester van Hasselt; tevens burgemeester van Kamperveen                  |
| 1875 - 1914 | Jules van Hasselt                   |                    | zoon van Johan Derk van Hasselt; tevens burgemeester van Kamperveen               |
| 1914 - 1931 | P. van Vleuten                      |                    | tevens burgemeester van Kamperveen                                                |
| 1931 - 1937 | Jacob Adriaan Hardenberg            |                    | tevens burgemeester van Kamperveen                                                |